# Mado-myeon
Mado-myeon (koreanska: 마도면) är en socken i den nordvästra delen av Sydkorea,  50 km sydväst om huvudstaden Seoul. Den ligger i kommunen Hwaseong i provinsen Gyeonggi.